# Гашені
Гаше́ні (рос. Гашени) — присілок у складі Нев'янського міського округу Свердловської області.
Населення — 4 особи (2010, 2 у 2002).
Національний склад станом на 2002 рік: росіяни — 100 %.